# Apomys camiguinensis
Apomys camiguinensis är en gnagare i familjen råttdjur som förekommer på Filippinerna.
Djuret lever endemisk på ön Camiguin och beskrevs 2006 som art. Råttdjuret vistas i öns högland mellan 1000 och 1400 meter över havet. Habitatet utgörs av fuktiga kyliga skogar.
Individerna når en kroppslängd (huvud och bål) av 24 till 26 cm och en svanslängd av 14 till 16 cm. Vikten är 34 till 42 g. Pälsen har på ovansidan en gråbrun färg med flera otydliga ljusa punkter och undersidan är ljusgrå. Arten påminner om den vanliga husmusen men har en spetsigare nos och större öron samt ögon. Den har dessutom bredare fötter än andra arter av släktet Apomys.
Arten är aktiv på natten och vistas främst på marken. Troligen äter den frön och ryggradslösa djur som andra arter av samma släkte. En upphittad hona var dräktig med en unge.
På öns lägre delar har skogen omvandlats till jordbruksmark och där försvann råttdjuret. IUCN listar Apomys camiguinensis på grund av det begränsade utbredningsområde som sårbar (VU).